# Kazališna zgrada u Zrenjaninu
Kazališna zgrada  je kazališna zgrada u Zrenjaninu, Srbija. 
Sagrađena je 1839. godine. Prva je namjena bila skladište za žito. Nalazi se na glavnom gradskom trgu - Trgu slobode 7, između stare zgrade hotela Vojvodina i Financijske palače. Građena je u baroknom stilu.
U 18. stoljeću su doseljenici iz Španjolske srušili zadnje ostatke utvrde u Bečkereku i sagradili žitno skladište. Stoljeće poslije zgradu su kupile gradske vlasti te ju prenamijenile u kazalište. Srpsko narodno kazalište iz Novog Sada izvodilo je sa svojom putujućom kazališnom družinom predstave u ovoj zgradi, nekoliko godina nakon osnivanja 1861. godine. Ovo je najstarija kazališna zgrada u Srbiji. Od 1946. u Zrenjaninu djeluje Narodno kazalište Toša Jovanović, prva je profesionalna kazališna ustanova u Zrenjaninu. 
Nakon što je u požaru 1978. godine izgorjela zgrada lutkarskog kazališta koja djeluje pri tom kazališt, lutkarsko kazalište preselilo se u ovu zgradu u kojoj je već djelovala dramska scena. Nakon obnove 1985. godine, kazališna je dvorana opet dobila izvorni barokni izgled. Dodan je drugi kat. Može primiti 314 gledatelja. 
Postoji legenda kako je Bečkerek dobio kazalište. Mjesni vikont Ignác Herteléndy bio je zaljubljen u poznatu glumicu iz Budimpešte. Budući da je izjavila da će doći u Veliki Bečkerek samo ako ondje bude kazalište, vikont je obnovio staru skladišnu zgradu i prenamijenio ju je u kazalište.

## Vanjske poveznice
- Službene stranice

### Sestrinski projekti
|  | Zajednički poslužitelj ima još gradiva o temi Narodno kazalište Toša Jovanović |